# Vegueria
Eine Vegueria (katalanisch [bəɣəˈɾi.ə], pl. Vegueries) war eine territoriale Untergliederung im mittelalterlichen Katalonien unter der Gerichtsbarkeit eines Veguers (vulgärlateinisch vigerius von  lat. vicarius). Sie ist vergleichbar mit der deutschen Vogtei.
Nach dem katalanischen Autonomiestatut von 2006 und dem katalanischen Regionalgesetz Llei 30/2010, del 3 d’Agost, de vegueries vom 3. August 2010 sollen als neue Untergliederung des katalanischen Territoriums sieben Vegueries an die Stelle der bisherigen vier Provinzen treten.

## Geschichte
Die Ursprünge der Vegueries liegen in den ab 802 durch Karl den Großen in den Katalanischen Grafschaften geschaffenen Vogteien. Nach dem Zusammenschluss der Grafschaft Barcelona und des Königreiches Aragón zum Staatenbund Krone Aragon 1164 wurden spezielle königliche Veguers zur Verwaltung und zur Ausübung der Rechtsprechung über die Landbevölkerung in den Grafschaften eingesetzt.
Mit dem Anwachsen des königlichen Einflusses erhöhte sich die Anzahl an Vegueries in den Grafschaften. 1304 bestanden im heutigen Katalonien 19 Vegueries, die dem König von Aragon unterstanden:
| - Tortosa - Tarragona - Montblanc - Barcelona - Osona | - Berguedà - Bages - Vilafranca del Penedès - Girona - Besalú | - Camprodon - La Ral - Ripollès - Tàrrega - Lleida | - Cervera - Ribagorça - Pallars - Camarasa |

Sie orientierten sich an den Grenzen der alten Grafschaften. Gleichzeitig unterstanden weitere fünf Vegueries auf Mallorca und in Nordkatalonien dem König von Mallorca.
Die Unterteilung in Vegueries bildete die Basis für die Verwaltung und bestand mit einigen Anpassungen bis zur Auflösung 1716 durch die Dekrete der Nueva Planta. In Nordkatalonien geschah dies 1790 infolge der Französischen Revolution.
Zur administrativen Unterteilung des Territoriums wurden auf dem Gebiet des heutigen Katalonien zwölf Corregimentos geschaffen, die jeweils einem Militärgouverneur unterstanden. Auch die Grenzen der Corregimentos entsprachen weitgehend den gesellschaftlichen Realitäten. Demgegenüber nahm 1833 die Schaffung der vier spanischen Provinzen in Katalonien keinerlei Rücksicht mehr auf die Erfordernisse einer dynamischen und komplexen Gesellschaft. Das spanische Territorium wurde nach dem Vorbild der französischen Départements lediglich in ungefähr gleich große Verwaltungseinheiten des Zentralstaates aufgeteilt.
1936 teilte die republikanische Generalitat Katalonien in 38 Comarques und 9 Vegueries auf mit dem Ziel, die Provinzen von 1833 aufzulösen. Die am 1. Dezember 1937 in Kraft getretene Unterteilung hatte nur bis Ende des Bürgerkriegs bestand.

## DieVegueriesheute

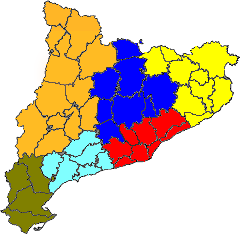
Im Roca-Bericht von 2001 vorgeschlagene Vegueries

Im ersten katalanischen Autonomiestatut nach dem Übergang zur Demokratie aus dem Jahre 1979 wurden die Vegueries noch nicht erwähnt. Es blieb bei der Gliederung in die vier Provinzen.
1987 wurden durch ein Regionalgesetz in Katalonien 41 Comarques als Gemeindeverbände eingerichtet. Von der Größe her sind die Comarques mit Landkreisen in Deutschland vergleichbar. Die Grenzziehung der Comarques stimmte nicht überall mit dem Gebietsstand der Provinzen überein, vielmehr umfassten einige der Comarques Gemeinden aus verschiedenen Provinzen.
Bereits Ende der 1990er Jahre hatte eine Expertengruppe unter Leitung von Miquel Roca einen neuen Vorschlag für die Verwaltungsgliederung erarbeitet. Der 2001 vorgestellte Roca-Bericht sah die Schaffung von sechs bis acht zusätzlichen Comarques vor, sowie Gliederung in sechs Vegueries und einer Unter-Vegueria: Vegueria de Barcelona, mit Sitz in Barcelona, Vegueria del Camp de Tarragona, mit Sitz in Tarragona und besonderer Berücksichtigung von Reus, Vegueria de la Catalunya Central, mit Sitz in Manresa und besonderer Berücksichtigung von Vic und Igualada, Vegueria de Girona mit Sitz in Girona, Vegueria de Ponent, mit Sitz in Lleida und der Unter-Vegueria Alt Pirineu und Val d’Aran und Vegueria de les Terres de l’Ebre mit Sitz in Tortosa.
Es gab lokale Bestrebungen zur Schaffung weiterer Vegueries: Vegueria de l’Alt Ter mit den Comarques Osona und Ripollès und Vegueria del Penedès mit den Comarques Alt Penedès, Anoia, Baix Penedès und Garraf. Außerdem fordert der Rat des Val d’Aran (Conselh Generau d’Aran), dass die aktuelle Comarca Val d’Aran keiner anderen Verwaltungseinheit angeschlossen wird. Der Roca-Bericht wurde somit nicht vollständig umgesetzt.
Das neue Autonomiestatut Kataloniens von 2006 sieht die Errichtung von Vegueries vor, die eine Doppelnatur besitzen: Zum einen sollen sie übergemeindliche Gebietskörperschaften (und damit selbständige juristische Person des öffentlichen Rechts) der kommunalen Selbstverwaltung sein und zum anderen als Verwaltungsbezirke die untere Ebene der Verwaltung der Autonomen Gemeinschaft Katalonien bilden (Art. 90 des Autonomiestatuts). In der ersten Funktion sollen sie an die Stelle der bisherigen vier Provinzen treten.

Aufteilung Kataloniens in 4 Provinzen (rot umrandet) und die zukünftigen Vegueries (Flächenfarben) mit den Comarques

Diese Bestimmungen des Autonomiestatuts wurde durch das Regionalgesetz Llei 30/2010, del 3 d’Agost, de vegueries vom 3. August 2010 umgesetzt. Dieses sieht die Bildung folgender Vegueries vor:
- L’Alt Pirineu, bestehend aus den Gemeinden der Comarques L’Alta Ribagorça, L’Alt Urgell, La Cerdanya, El Pallars Jussà, El Pallars Sobirà und zunächst noch Val d’Aran. Diese Vegueria umfasst damit den nördlichen Teil der heutigen Provinz Lleida und die gesamte Cerdanya (deren Ostteil zurzeit noch zur Provinz Girona gehört).

Sie ist territorial mit der Comarques-Gemeinschaft Alt Pirineu i Aran identisch.
- Barcelona, bestehend aus den Gemeinden der Comarques L’Alt Penedès, El Baix Llobregat, El Barcelonès, El Garraf, El Maresme, El Vallès Occidental und El Vallès Oriental. Diese Vegueria umfasst damit den Südteil der heutigen Provinz Barcelona entlang der Küste mit Ausnahme der Gemeinde Fogars de la Selva die als Teil der Comarca La Selva zur Vegueria Girona gehören wird.

Sie ist territorial mit der Comarques-Gemeinschaft Àmbit Metropolità de Barcelona identisch.
- La Catalunya Central, bestehend aus den Gemeinden der Comarques L’Anoia, El Bages, El Berguedà, Osona und El Solsonès. Diese Vegueria umfasst damit den Nordteil der heutigen Provinz Barcelona, sowie die Comarca El Solsosonès, die Gemeinde Gósol (beide zurzeit zur Provinz Lleida gehörend) und die Gemeinden Vidrà und Viladrau (beide zurzeit zur Provinz Girona gehörend).

Sie ist territorial mit den Comarques Centrals identisch.
- Girona, bestehend aus den Gemeinden der Comarques L’Alt Empordà, El Baix Empordà, La Garrotxa, El Gironès, El Pla de l’Estany, El Ripollès und La Selva. Diese Vegueria entspricht damit im Wesentlichen dem Gebietsstand der heutigen Provinz Girona, mit folgenden Ausnahmen: sie erhält als Teil der Comarca La Selva die Gemeinde Fogars de la Selva (zurzeit zur Provinz Barcelona gehörend), während die derzeit zur Provinz Girona gehörenden Gemeinden Vidrà und Viladrau als Teil der Comarca Osona zur Vegueria La Catalunya Central und der Ostteil der Cerdanya zur Vegueria L’Alt Pirineu gehören werden.

Sie territorial mit den Comarques gironines identisch.
- Lleida, bestehend aus den Gemeinden der Comarques Les Garrigues, La Noguera, El Pla d’Urgell, La Segarra, El Segrià und L’Urgell. Diese Vegueria umfasst damit den Südteil der heutigen Provinz Lleida.

Sie ist territorial mit der Comarques-Gemeinschaft Ponent identisch.
- El Camp de Tarragona, bestehend aus den Gemeinden der Comarques L’Alt Camp, El Baix Camp, El Baix Penedès, La Conca de Barberà, El Priorat und El Tarragonès. Diese Vegueria umfasst damit den Ostteil der heutigen Provinz Tarragona.

Sie ist territorial mit der Comarques-Gemeinschaft Camp de Tarragona identisch.
- Les Terres de l’Ebre, bestehend aus den Gemeinden der Comarques El Baix Ebre, El Montsià, La Ribera d’Ebre und La Terra Alta. Diese Vegueria umfasst damit den Westteil der heutigen Provinz Tarragona.

Sie ist territorial mit der Comarques-Gemeinschaft Terres de l’Ebre identisch.
Die neue Gliederung in Vegueries weicht damit von den bisherigen Provinzgrenzen ab. Da eine Änderung der Provinzgrenzen nach der spanischen Verfassung jedoch nur durch ein Organgesetz der Cortes Generales, also des gesamtspanischen Parlaments in Madrid, erfolgen kann, sah das katalanische Regionalgesetz vom 3. August 2010 in seiner "ersten Übergangsbestimmung" (disposición transitoria primera) ursprünglich folgende Übergangsregelung vor: Nach der Kommunalwahl vom 22. Mai 2011 sollten die bisherigen vier Provinzen zunächst in ihrem Gebietsstand beibehalten werden, aber ab dann die Bezeichnung Vegueria führen. Ihre bisherigen Selbstverwaltungsorgane, die Diputaciones, sollten in Consells de Vegueria umbenannt werden. Erst wenn die zur Neugliederung notwendigen Gesetzesänderungen auf gesamtspanischer Ebene erfolgt sind, sollte dann die Neugliederung in die sieben im Regionalgesetz vorgesehenen Vegueries erfolgen.
Am 1. Juni 2011 erfolgte jedoch Änderung des Gesetzes. Da es nach der bislang geltenden Übergangsbestimmung lediglich zu einer Umbenennung der Diputaciones in Consells de Vegueria ohne weitere rechtliche Folgen gekommen wäre, soll nunmehr die Konstituierung der Vegueries als Selbstverwaltungskörperschaften erst erfolgen, wenn auf staatlicher Ebene die zur Neugliederung notwendigen Gesetze verabschiedet sind. Es verbleibt daher zunächst bei der Gliederung in vier Provinzen.
Das über einen Sonderstatus verfügende Val d’Aran soll zunächst der Vegueria L’Alt Pirineu angehören und erst später aus dieser Gliederungsebene komplett herausgenommen werden (wofür allerdings auch Gesetzesänderungen auf gesamtspanischer Ebene notwendig sind).
Auch die bisherigen Provinzen haben nach Art. 141 der spanischen Verfassung eine Doppelnatur: Zum einen als übergemeindliche Gebietskörperschaften der kommunalen Selbstverwaltung und zum anderen als Verwaltungsbezirke der unteren Ebene der staatlichen Verwaltung. Außerdem bilden sie gemäß Art. 68 der Verfassung die Wahlkreise für die Wahl zu den Cortes Generales. Das Regionalgesetz vom 3. August 2010 sieht ausdrücklich vor, dass ihre Funktion als Verwaltungsbezirke der Staatsverwaltung und Wahlkreise durch dieses Gesetz nicht berührt wird.
Für die weitere Entwicklung ergeben sich daher mehrere Möglichkeiten, die davon abhängen, wie sich der gesamtspanische Gesetzgeber verhält:
- Wenn und solange er die staatlichen Gesetze nicht anpasst, bleibt es beim bisherigen Zustand der Gliederung in vier Provinzen.
- Passt er per Organgesetz die Grenzen der Provinzen an die der vorgesehenen Vegueries an, erfolgt insoweit eine Neugliederung, wobei es ihm offensteht, ob er diese Neugliederung auch auf die Funktion der Provinzen als Verwaltungsbezirke der Staatsverwaltung und als Wahlkreise für die Wahlen zu den Cortes Generales erstreckt.

In ihrer Doppelnatur ähneln die Vegueries den deutschen Landkreisen, die ebenfalls zugleich Selbstverwaltungskörperschaften sind und die untere Ebene der Landesverwaltung (Bsp.: „Kreisverwaltung als untere Wasserbehörde“) bilden. Es besteht allerdings der Unterschied, dass im Fall der Landkreise beide Funktionen in der Kreisverwaltung organisatorisch vereint sind, während dies bei den Vegueries nicht der Fall ist: Es besteht zum einen der Consell de Vegueria mit seiner Verwaltung als Selbstverwaltungskörperschaft und davon organisatorisch getrennt die untere Behörde der Verwaltung der Autonomen Gemeinschaft (Delegació Territorial), die beide nur die Zuständigkeit für dasselbe geographische Gebiet gemein haben. Diese räumliche Deckungsgleichheit wiederum tritt so beispielsweise auch zwischen den Bezirken und Regierungsbezirken in Bayern auf.